# 赤土亮
赤土 亮（あかど りょう、1854年8月14日（安政元年7月21日） - 1906年（明治39年）6月11日）は、日本の政治家、衆議院議員（2期）。

## 経歴
加賀国石川郡宮腰町（金石本町、石川県石川郡上金石町、金石町を経て現金沢市）出身。金沢師範学校で学ぶ。小学校訓導、石川郡金石町戸長、同町助役、同町長、同町会議員、石川郡会議員、石川県会議員、加能合同汽船(株)支配人となる。
1898年3月（明治31年）第5回衆議院議員総選挙において石川1区から自由党公認で立候補して初当選する。8月の第6回衆議院議員総選挙では憲政党公認で立候補して再選する。1902年（明治35年）第7回衆議院議員総選挙は不出馬。1906年に死去した。